# 劉孝 (弘治進士)
劉孝（1469年—？），字□，山東東昌府高唐州人，民籍，明朝政治人物。

## 生平
弘治八年（1495年）乙卯科山東鄉試第二十九名舉人。弘治十八年（1505年）中式乙丑科會試第一百九十五名，三甲第一百七十四名進士。官按察司佥事。

## 家族
曾祖劉景文，□；祖父劉以純；父劉魁，知縣前監察御史。母張氏（封孺人）。慈侍下。